# Cooper Andrews
Andrew Lawrence Cooper, noto come Cooper Andrews (Smithtown, 10 marzo 1985), è un attore statunitense.
Ha origini samoane e ungheresi.

## Filmografia parziale

### Cinema
- Mandie e il tunnel segreto (Mandie and the Secret Tunnel), regia di Joy Chapman e Owen Smith (2009)
- Billy Lynn - Un giorno da eroe (Billy Lynn's Long Halftime Walk), regia di Ang Lee (2016)
- Nella tana dei lupi (Den of Thieves), regia di Christian Gudegast (2018)
- Shazam!, regia di David F. Sandberg (2019)
- Darlin', regia di Pollyanna McIntosh (2019)

### Televisione
- Halt and Catch Fire (2014-2016) - 17 episodi
- The Red Road (2015) - 2 episodi
- Your Pretty Face Is Going to Hell (2015) - 1 episodio
- Limitless (2015) - 1 episodio
- Hawaii Five-0 (2016) - 1 episodio
- The Walking Dead (2016-2022) - 76 episodi
- S.W.A.T. (2017) - 1 episodio

### Doppiatore
- Aquaman: King of Atlantis (2021)

## Doppiatori italiani
Nelle versioni in italiano delle opere in cui ha recitato, Cooper Andrews è stato doppiato da:
- Emilio Mauro Barchiesi in The Walking Dead, Nella tana dei lupi
- Emanuele Durante in Shazam!, Shazam! Furia degli dei
- Luigi Scribani in Halt and Catch Fire
- Luigi Ferraro in NCIS: Los Angeles